# Zaida Ben-Yusuf
Zaida Ben-Yusuf (sinh ngày 21 tháng 11 năm 1869 - mất ngày 27 tháng 9 năm 1933) là một nhiếp ảnh gia chân dung có trụ sở tại New York nổi tiếng với những bức chân dung nghệ thuật của những người Mỹ giàu có, thời trang và nổi tiếng vào đầu thế kỷ 19-20. Cô được sinh ra ở London với mẹ là người Đức và cha là người Algeria, nhưng đã trở thành một công dân Mỹ được nhập quốc tịch.
Năm 1901, tạp chí Ladies Home Journal giới thiệu cô trong một nhóm gồm 6 nhiếp ảnh gia được mệnh danh là "Nhiếp ảnh gia nữ hàng đầu ở Mỹ". Năm 2008, Phòng triển lãm Chân dung Quốc gia Smithsonian đã tổ chức một triển lãm dành riêng cho Ben-Yusuf's làm việc, khẳng định cô như một nhân vật chủ chốt trong sự phát triển giai đoạn ban đầu của nhiếp ảnh mỹ thuật.

## Đầu đời
Ben-Yusuf được sinh ra với tên Esther Zeghdda Ben Youseph Nathan ở London, Anh, vào ngày 21 tháng 11 năm 1869, con gái cả của một người mẹ gốc Đức, Anna Kind Ben-Youseph Nathan, đến từ Berlin; và người cha người Algeria, Mustapha Moussa Ben Youseph Nathan. Vào năm 1881, Anna Ben-Yusuf, ly thân với chồng và đưa bốn cô con gái (Zaida (11 tuổi), Heidi (8), Leila (4) và Pearl (3)), sống ở Ramsgate, nơi Anna làm việc một người quản lý trong nhà. Ở giai đoạn cuối thập niên 1880, Anna Ben-Yusuf di cư sang Hoa Kỳ, nơi vào năm 1891, cô đã thiết lập một cửa hàng làm mũ trên Phố Washington ở Boston.
Năm 1895, Ben-Yusuf theo chân của mẹ và di cư đến Hoa Kỳ, nơi bà làm việc với tư cách thợ làm mũ tại 251 Fifth Avenue, New York. Cô tiếp tục làm công việc này một thời gian sau khi trở thành một nhiếp ảnh gia, đồng thời viết báo không thường xuyên cho Harpers Bazaar và tạp chí Ladies Home Journal về công việc làm mũ.